# Gran Premio Honorífico
El Gran Premio Honorífico es entregado en el marco del Festival de Cine de Sitges o Festival Internacional de Cinema Fantàstic de Catalunya, que se celebra cada octubre en la ciudad costera de Sitges, a unos 40 km de Barcelona.
Este premio se entrega a modo de homenaje a aquellos cineasta de cualquiera de las especialidades con una larga carrera a sus espaldas y siempre que estén relacionados con el género fantástico. 
No es el único premio honorífico del festival. También se entregan durante su transcurso el Premio Máquina del Tiempo y el María Honorífica. 
Palmarés: 
- 2020: David Lynch y Najwa Nimri[2]
- 2019: Sam Neil
- 2018: M. Night Shyamalan[3],Nicolas Cage ,Ed Harris[4]
- 2017: Susan Sarandon,[5] William Friedkin, Frank Langella
- 2016: Christopher Walken, Max von Sydow[6]
- 2015: Oliver Stone[7]
- 2014: Antonio Banderas, Roland Emmerich
- 2013: Takashi Miike
- 2012: Rob Zombie
- 2011: Bryan Singer
- 2010: Vincent Cassel
- 2009: Viggo Mortensen,[8] Malcolm McDowell
- 2008: Stanley Kubrick[9] (póstumo)
- 2007: George A. Romero
- 2006 :Paul Verhoeven
- 2005: Jodie Foster